# Edevaldo de Freitas
Edevaldo de Freitas, més conegut com a Edevaldo (Campos dos Goytacazes, Estat de Rio de Janeiro, 28 de gener de 1958) és un exjugador de futbol del Brasil que jugava com a lateral dret.